# 山崎八重子
山崎八重子（1950年9月2日—），福岡縣大牟田市出身，是一名日本前排球运动员。她在1972年夏季奥林匹克运动中，参加了女子排球比赛并获得银牌。